# Premiepensionsmyndigheten
Premiepensionsmyndigheten (PPM) var en svensk statlig förvaltningsmyndighet som sorterade under Finansdepartementet och ansvarade för frågor om premiepension. Den inrättades den 1 juli 1998 och lades ner den 31 december 2009, då dess uppgifter togs över av den nya Pensionsmyndigheten den 1 januari 2010.
Premiepensionsmyndighetens viktigaste uppgifter var:
- Besluta om premiepension.
- Ansvara för pensionsspararnas premiepensionskonton.
- Bokföra och genomföra alla köp och all försäljning av fondandelar som pensionsspararna begär.
- Förvalta de pengar som pensionssparare vid pensioneringen väljer att föra över till traditionella försäkringar.
- Administrera det efterlevandeskydd som ingår i systemet.
- Förse pensionssparare med tillräckligt med information.
- Informera om premiepensionen i synnerhet och den allmänna pensionen i allmänhet.

## Generaldirektörer och chefer
- 1998–2004: Hans Jacobson
- 2004–2007: Christina Lindenius
- 2007–2008: Johan Hellman (vikarierande)
- 2008–2009: Johan Hellman